# ABA Liga 2019-20
La ABA Liga 2019-20 es la decimonovena edición de la ABA Liga, competición que reúne 12 equipos de Serbia, Croacia, Eslovenia, Montenegro y Bosnia Herzegovina. Es la tercera temporada como primer nivel de una competición que desde el año anterior cuenta además con la ABA Liga 2.
El 12 de marzo de 2020, la Asamblea de la Liga ABA suspendió temporalmente sus competiciones debido a la pandemia COVID-19. El 27 de mayo de 2020, la Asamblea canceló definitivamente sus competiciones sin declarar campeón.

## Equipos participantes
Equipo ascendido de la ABA Liga 2
- Koper Primorska

Equipo descendido a la ABA Liga 2
- Petrol Olimpija

| Equipo            | Ciudad        | Pabellón                   | Capacidad |
| ----------------- | ------------- | -------------------------- | --------- |
| Budućnost VOLI    | Podgorica     | Morača Sports Center       | 5,500     |
| Cedevita Olimpija | Ljubljana     | Arena Stožice              | 12,480    |
| Cibona            | Zagreb        | Dražen Petrović Hall       | 5,400     |
| Crvena zvezda mts | Belgrade      | Aleksandar Nikolić Hall    | 8,000     |
| FMP               | Belgrade      | Železnik Hall              | 3,000     |
| Igokea            | Aleksandrovac | Laktaši Sports Hall        | 3,050     |
| Koper Primorska   | Koper         | Arena Bonifika             | 3,000     |
| Krka              | Novo Mesto    | Leon Štukelj Hall          | 2,500     |
| Mega Bemax        | Belgrade      | Ranko Žeravica Sports Hall | 5,000     |
| Mornar            | Bar           | Topolica Sport Hall        | 2,625     |
| Partizan NIS      | Belgrade      | Štark Arena                | 18,386    |
| Zadar             | Zadar         | Krešimir Ćosić Hall        | 7,997     |

## Temporada regular

### Clasificación
| Pos. | Equipo             | PJ | G  | P  | PF   | PC   | DP   | Pts | Clasificación o descenso |
| ---- | ------------------ | -- | -- | -- | ---- | ---- | ---- | --- | ------------------------ |
| 1    | Partizan NIS (A)   | 20 | 16 | 4  | 1652 | 1450 | +202 | 36  | Acceso a playoffs        |
| 2    | Budućnost VOLI (A) | 20 | 15 | 5  | 1634 | 1436 | +198 | 35  | Acceso a playoffs        |
| 3    | Mornar             | 21 | 13 | 8  | 1774 | 1754 | +20  | 34  | Acceso a playoffs        |
| 4    | Crvena zvezda mts  | 20 | 13 | 7  | 1671 | 1483 | +188 | 33  | Acceso a playoffs        |
| 5    | Koper Primorska    | 21 | 12 | 9  | 1640 | 1687 | −47  | 33  |                          |
| 6    | Cedevita Olimpija  | 20 | 12 | 8  | 1685 | 1637 | +48  | 32  |                          |
| 7    | FMP                | 20 | 10 | 10 | 1688 | 1642 | +46  | 30  |                          |
| 8    | Igokea             | 21 | 7  | 14 | 1670 | 1779 | −109 | 28  |                          |
| 9    | Cibona             | 21 | 7  | 14 | 1606 | 1734 | −128 | 28  |                          |
| 10   | Zadar              | 21 | 6  | 15 | 1655 | 1769 | −114 | 27  |                          |
| 11   | Krka               | 21 | 6  | 15 | 1496 | 1675 | −179 | 27  | Playoff de descenso      |
| 12   | Mega Bemax         | 20 | 6  | 14 | 1605 | 1730 | −125 | 26  | Descenso a ABA Liga 2    |

 Fuente: Adriatic League

### Posiciones por jornada
| Equipo ╲ Jornada  | 1              | 2  | 3  | 4  | 5  | 6  | 7  | 8  | 9  | 10 | 11 | 12 | 13 | 14 | 15 | 16 | 17 | 18 | 19 | 20 | 21 | 22 |  |
| ----------------- | -------------- | -- | -- | -- | -- | -- | -- | -- | -- | -- | -- | -- | -- | -- | -- | -- | -- | -- | -- | -- | -- | -- |  |
| Equipo ╲ Jornada  | Budućnost VOLI | 3  | 3  | 3  | 3  | 1  | 1  | 1  | 1  | 1  | 1  | 1  | 1  | 1  | 1  | 2  | 2  | 2  | 1  | 2  | 2  |    |  |
| Partizan NIS      | 6              | 7  | 5  | 7  | 7  | 5  | 5  | 6  | 4  | 2  | 2  | 2  | 2  | 2  | 1  | 1  | 1  | 2  | 1  | 1  |    |    |  |
| Cedevita Olimpija | 2              | 1  | 2  | 1  | 3  | 2  | 2  | 2  | 2  | 3  | 3  | 3  | 3  | 3  | 3  | 4  | 4  | 4  | 4  | 4  |    |    |  |
| FMP               | 4              | 2  | 1  | 2  | 2  | 3  | 3  | 5  | 3  | 6  | 5  | 4  | 4  | 4  | 5  | 5  | 7  | 7  | 7  | 7  | 7  |    |  |
| Koper Primorska   | 12             | 8  | 7  | 4  | 4  | 6  | 4  | 3  | 5  | 4  | 4  | 5  | 5  | 5  | 7  | 7  | 6  | 6  | 6  | 6  |    |    |  |
| Crvena zvezda mts | 1              | 5  | 8  | 5  | 5  | 4  | 6  | 4  | 6  | 5  | 6  | 6  | 7  | 6  | 4  | 3  | 3  | 3  | 3  | 3  |    |    |  |
| Mornar            | 5              | 4  | 4  | 6  | 6  | 7  | 7  | 7  | 7  | 7  | 7  | 7  | 6  | 7  | 6  | 6  | 5  | 5  | 5  | 5  |    |    |  |
| Krka              | 9              | 6  | 6  | 8  | 8  | 8  | 8  | 8  | 9  | 8  | 8  | 8  | 8  | 8  | 8  | 9  | 9  | 10 | 10 | 11 |    |    |  |
| Igokea            | 7              | 10 | 10 | 11 | 9  | 9  | 10 | 11 | 12 | 10 | 10 | 11 | 10 | 9  | 9  | 8  | 8  | 8  | 8  | 8  |    |    |  |
| Zadar             | 10             | 11 | 12 | 12 | 12 | 12 | 12 | 10 | 11 | 12 | 11 | 10 | 11 | 10 | 11 | 11 | 11 | 11 | 12 | 12 |    |    |  |
| Cibona            | 8              | 9  | 11 | 9  | 10 | 10 | 9  | 9  | 8  | 9  | 9  | 9  | 9  | 11 | 10 | 10 | 10 | 9  | 9  | 10 |    |    |  |
| Mega Bemax        | 11             | 12 | 9  | 10 | 11 | 11 | 11 | 12 | 10 | 11 | 12 | 12 | 12 | 12 | 12 | 12 | 12 | 12 | 11 | 9  |    |    |  |

### Resultados
| Local \ Visitante | BUD   | COL     | CIB    | CZV    | FMP   | IGO    | PRI   | KRK    | MEG     | MOR    | PAR   | ZAD   |
| ----------------- | ----- | ------- | ------ | ------ | ----- | ------ | ----- | ------ | ------- | ------ | ----- | ----- |
| Budućnost VOLI    | —     | 93–80   | 87–64  | 20-0   |       | 99–59  | 80–83 | 80–60  | 90–76   | 93–88  | 65–60 | 93–80 |
| Cedevita Olimpija |       | —       | 79–70  | 75–64  | 93–89 | 78–85  | 69–72 | 72–56  | 112–102 | 90–91  | 85–69 | 90–82 |
| Cibona            | 78–87 | 82–84   | —      | 72–86  | 63–81 | 66–91  | 80–78 | 70–67  | 76–87   | 88–92  |       | 89–60 |
| Crvena zvezda mts | 81–89 | 88–73   | 102–80 | —      | 95–89 | 103–61 | 90–64 | 101–77 | 88–70   | 105–82 | 92–86 |       |
| FMP               | 89–79 | 100–105 | 88–79  |        | —     | 78–73  | 77–65 | 84–81  | 98–79   | 92–83  | 57–87 | 94–67 |
| Igokea            | 72–83 | 90–95   | 84–97  | 79–94  | 91–82 | —      | 84–88 | 92–82  | 69–72   | 98–91  | 73–75 | 79–71 |
| Koper Primorska   | 75–78 | 67–90   | 79–78  | 78–90  | 86–81 |        | —     | 67–63  | 93–87   | 101–83 | 68–56 | 83–78 |
| Krka              | 73–72 |         | 69–77  | 79–77  | 65–75 | 76–75  | 71–89 | —      | 74–69   | 67–76  | 61–76 | 76–74 |
| Mega Bemax        | 57–94 | 63–87   | 72–76  | 85–103 | 95–91 | 87–76  | 73–79 | 88–61  | —       |        | 77–98 | 98–74 |
| Mornar            | 92–95 | 77–70   | 81–73  | 71–64  | 85–82 | 92–78  | 99–84 | 82–73  | 85–68   | —      | 65–76 | 95–86 |
| Partizan NIS      | 87–82 | 96–95   | 102–66 | 75–72  | 90–85 | 89–73  | 81–62 | 102–80 |         | 88–75  | —     | 87–60 |
| Zadar             | 82–75 | 101–63  | 78–82  | 78–76  | 81–76 | 81–88  | 99–79 | 77–85  | 106–100 | 83–89  | 57–72 | —     |

## Estadísticas
Actualizado a 27 de enero de 2020
| Pos | Jugador         | Equipo         | VAL   |
| --- | --------------- | -------------- | ----- |
| 1   | Kendrick Perry  | Mega Bemax     | 20.67 |
| 2   | Marko Simonović | Mega Bemax     | 19.00 |
| 3   | Justin Cobbs    | Budućnost VOLI | 18.25 |
| 4   | Jacob Pullen    | Mornar         | 17.65 |
| 5   | Mike Green      | Igokea         | 17.17 |

| Pos | Jugador         | Equipo     | PPP   |
| --- | --------------- | ---------- | ----- |
| 1   | Kendrick Perry  | Mega Bemax | 19.00 |
| 2   | Bryon Allen     | Zadar      | 18.56 |
| 3   | Jacob Pullen    | Mornar     | 17.24 |
| 4   | Lance Harris    | Mornar     | 17.19 |
| 5   | Marko Simonović | Mega Bemax | 16.88 |

| Pos | Jugador               | Equipo            | RPP  |
| --- | --------------------- | ----------------- | ---- |
| 1   | Marko Simonović       | Mega Bemax        | 7.88 |
| 2   | Marko Jagodić-Kuridža | Crvena zvezda mts | 7.54 |
| 3   | Domagoj Vuković       | Zadar             | 7.24 |
| 4   | Edin Atić             | Mega Bemax        | 7.12 |
| 5   | Uroš Luković          | Mornar            | 6.69 |

| Pos | Jugador        | Equipo            | APP  |
| --- | -------------- | ----------------- | ---- |
| 1   | Žan Mark Šiško | Koper Primorska   | 9.91 |
| 2   | Mike Green     | Igokea            | 6.75 |
| 3   | Lorenzo Brown  | Crvena zvezda mts | 6.47 |
| 4   | Kendrick Perry | Mega Bemax        | 5.67 |
| 5   | Jacob Pullen   | Mornar            | 5.41 |

Fuente: ABA League Archivado el 28 de diciembre de 2017 en Wayback Machine.

## Galardones individuales

### MVP de la jornada
| Jornada | Jugador             | Equipo            | Val. |
| ------- | ------------------- | ----------------- | ---- |
| 1       | Lorenzo Brown       | Crvena zvezda mts | 30   |
| 2       | Derek Needham       | Mornar            | 34   |
| 3       | Jaka Blažič         | Cedevita Olimpija | 38   |
| 4       | Lance Harris        | Koper Primorska   | 31   |
| 5       | Rashawn Thomas      | Partizan NIS      | 31   |
| 6       | Billy Baron         | Crvena zvezda mts | 27   |
| 7       | Jacob Pullen        | Mornar            | 30   |
| 8       | Filip Bundović      | Cibona            | 34   |
| 9       | Ivan Novačić        | Cibona            | 28   |
| 10      | Lorenzo Brown (2)   | Crvena zvezda mts | 33   |
| 11      | Lance Harris (2)    | Koper Primorska   | 37   |
| 12      | Jaka Blažič (2)     | Cedevita Olimpija | 48   |
| 13      | Marko Simonović     | Mega Bemax        | 35   |
| 14      | Domagoj Vuković     | Zadar             | 39   |
| 15      | Uroš Luković        | Mornar            | 31   |
| 16      | Justin Cobbs        | Budućnost VOLI    | 33   |
| 17      | Marko Simonović (2) | Mega Bemax        | 32   |
| 18      | Jaka Blažič (3)     | Cedevita Olimpija | 32   |
| 19      | Uroš Luković (2)    | Mornar            | 38   |
| 20      | Justin Cobbs (2)    | Budućnost VOLI    | 33   |

Fuente: ABA League

### MVP del mes
| Mes       | Jugador        | Equipo         | Ref.   |
| 2019      | 2019           | 2019           | 2019   |
| --------- | -------------- | -------------- | ------ |
| Octubre   | Aleksa Radanov | FMP            | [ 8 ]  |
| Noviembre | Filip Bundović | Cibona         | [ 9 ]  |
| Diciembre | Rashawn Thomas | Partizan NIS   | [ 10 ] |
| 2020      |                |                |        |
| Enero     | Justin Cobbs   | Budućnost VOLI | [ 11 ] |
| Febrero   | Uroš Luković   | Mornar         | [ 12 ] |